# Finlândia nos Jogos Olímpicos de Verão de 2020
Finlândia esteve representada nos Jogos Olímpicos de Verão de 2020 por um total de 48 desportistas que competem em 11 desportos. Responsável pela equipa olímpica é o Comité Olímpico Finlandês, bem como as federações desportivas nacionais da cada desporto com participação.
Os portadores da bandeira na cerimónia de abertura foram o nadador Ari-Pekka Liukkonen e a atiradora Satu Mäkelä-Nummela.

## Medalhistas
A equipa olímpica da Finlândia obteve as seguintes medalhas:
| Nome           | Desporto | Competição           |
| -------------- | -------- | -------------------- |
| Ouro           |          |                      |
| —              |          |                      |
| Prata          |          |                      |
| —              |          |                      |
| Bronze         |          |                      |
| Mira Potkonen  | Boxe     | Ligeiro (57–60 kg) F |
| Matti Mattsson | Natação  | 200 m bruços M       |